# Olivier Pantaloni
Olivier Pantaloni (Bastia, Francia, 13 de diciembre de 1966) es un exjugador y entrenador de fútbol francés. Actualmente dirige al Lorient de la Ligue 1.

## Carrera como jugador
Pantaloni jugó para SC Bastia, Saint-Étienne, Martigues, Gazélec Ajaccio y AC Ajaccio.

## Carrera como entrenador
Pantaloni ha ocupado varios puestos en la plantilla del AC Ajaccio desde 2001. Comenzó siendo asistente hasta septiembre de 2004, cuando asumió el puesto de entrenador interino tras el cese de Dominique Bijotat, quien fue despedido debido a que equipo ocupaba el último lugar de la Ligue 1, y ocupó este puesto durante un mes hasta el nombramiento de Rolland Courbis.
En diciembre de 2008, Pantaloni puso fin a una pausa de seis meses tras regresar al Ajaccio, siendo nombrado asistente de José Pasqualetti en el nuevo año y sucediéndolo tras su dimisión en febrero. En 2010-11, su primera temporada completa, llevó al club a la promoción como subcampeón detrás del Évian TG, poniendo fin a un exilio de cinco años de la máxima categoría; renunció en junio de 2012, después de haberlos mantenido en 16º puesto.
Pantaloni tuvo su primer trabajo fuera de Ajaccio en junio de 2013, firmando un contrato de dos años con Tours FC de la Ligue 2. Renunció en octubre de 2014 con el club penúltimo, habiendo perdido ocho de once partidos. Regresó al Ajaccio días después, reemplazando al despedido Christian Bracconi, que había dejado al equipo en el 12º lugar. En 2017-18, llevó al club a un puesto de play-off de ascenso y vencieron al Le Havre antes de una derrota global por 4-0 ante el Toulouse. Llevó al Ajaccio a un segundo puesto en la temporada 2021-22, asegurando el ascenso a la Ligue 1.
En junio de 2024, fue oficializado como entrenador del Lorient. En abril de 2025, ascendió a la máxima categoría del fútbol francés a falta de dos jornadas para la finalización de la temporada. Unas semanas más tarde, obtuvo el título de la Ligue 2 tras vencer al Martigues en la última fecha.

## Clubes

### Como jugador
| Club                     | País    | Año       |
| ------------------------ | ------- | --------- |
| SC Bastia                | Francia | 1988-1990 |
| Saint-Étienne            | Francia | 1990-1994 |
| FC Martigues (cedido)    | Francia | 1990-1991 |
| Gazélec Ajaccio (cedido) | Francia | 1992-1993 |
| AC Ajaccio               | Francia | 1994-2000 |

### Como entrenador
| Club       | País    | Año           |
| ---------- | ------- | ------------- |
| AC Ajaccio | Francia | 2004          |
| AC Ajaccio | Francia | 2009-2012     |
| Tours      | Francia | 2013-2014     |
| AC Ajaccio | Francia | 2014-2024     |
| Lorient    | Francia | 2024-presente |

## Palmarés

### Como entrenador

#### Campeonatos nacionales
| Título  | Club    | País    | Año     |
| ------- | ------- | ------- | ------- |
| Ligue 2 | Lorient | Francia | 2024-25 |